# La venjança d'una actriu
La venjança d'una actriu (xinès simplificat: 女伶复仇记; pinyin: nǚlíng fùchóu jì; anglès: Revenge of an Actress) és una pel·lícula muda xinesa de 1929. Amb un guió del novel·lista Bao Tianxiao . Inicialment la va dirigir Bu Wancang, però quan aquest va resultar ser poc fiable, la direcció va ser assumida per l'actriu Wang Hanlun amb l'ajut de Cai Chuseng que també van protagonitzar el film amb l'actor Gao Zhanfei.

## Estil i realització
La pel·lícula s'ha definit com un "melodrama familiar" a partir d'una obra de l'escriptor Bao Tianxiao, que pertany a l'estil literari de l'escola dels ànecs mandarins i de les papellones, que simpatitzaven entre d'altres, amb la idea de l'amor lliure en una època en què el matrimoni concertat encara era una pràctica habitual a la Xina.
El film va ser l'única producció de la Hanlun Film Company, creada per l'actriu Wang Hanlun. Wang Hanlun va intentar alliberar-se d'un sistema que no li permetia prosperar fundant la seva pròpia empresa, en un espai llogat a la productora Minxin Film Company. Quan Minxin es va traslladar per recuperar el seu espai d'estudi per als seus nous projectes, Wang va haver d'acabar el rodatge a casa seva, amb l'ajuda de Cai Chusheng, que aleshores encara era ajudant de direcció. També es va fer càrrec de tots els altres aspectes de la producció, inclosa l'edició i la postproducció.
La pel·lícula va  tenir molt èxit i Wang la va portar de gira i la va projectar a més d'una dotzena de ciutats. Malgrat l'èxit, Wang es va retirar com si li fos suficient haver demostrat que una dona també podia tenir la seva pròpia empresa.  Va recordar en unes memòries: "Vaig comprar el guió per 800 iuans i un projector. Vaig muntar la pel·lícula poc a poc a casa, i la vaig retallar a poc a poc. Després de quaranta dies de treball dur, finalment ho vaig aconseguir” .
Un dels biògrafs d'Helen, Shen Ji, explica com, amb els diners obtinguts amb la gira, va poder pagar al seu marit la seva quota del divorci, superant-la amb 1.000 iuans per accelerar el procés. Amb el que quedava, va prendre lliçons de cosmètica francesa i va obrir el seu propi negoci, el "Saló de Bellesa Hanlun". El seu primer client no va ser un altre que Hu Die (Butterfly Wu) la seva coprotagonista a The Movie Actresses, que estava en camí de convertir-se en l'actriu regnant de la Xina de l'època. El saló de Wang va prosperar sota la fama de l'antiga estrella i va funcionar amb èxit fins que l'ocupació japonesa va aturar els negocis el 1937. Va tancar l'establiment i durant la guerra va subsistir venent mobles i roba.

## Trama
Els companys de classe Yu Runan i You Wen estan enamorats de l'actriu Wang Youlan. Youlan estava interessada en Runan, així que va rebutjar la invitació de You Wen moltes vegades. Un dia, You Wen ple de  gelosia i va encegar els ulls d'en Runan. Youlan va prometre venjar-se. El cosí de You, Cai Jun va saber que Youlan s'havia fugit amb You Wen. Així que va mentir a Runan i va dir que Youlan havia mort. Amb el pas del temps, tots dos s'havien fet vells, finalment va anar a veure a Runan. Runan va tocar la cara i els cabells marcits de Youlan, i va denunciar amb ira l'home per haver fet servir una vella lletja per fer-se passar per Youlan. Youlan va quedar tan sorprès que va treure l'espasa i es va suïcidar. Abans de morir, va cantar de mala gana una cançó que Youlan va cantar una vegada. De sobte, Runan va recuperar la raó, però Youlan ja havia mort.